# SME Server
Sme Server (nato dal progetto e-smith della Mitel Network Corporation)  è una distribuzione Linux attualmente basata su CentOS. Espressamente studiata per le esigenze delle piccole e medie imprese include tra l'altro: condivisione di file e stampanti, gestione posta aziendale con antivirus ed antispam, web server ed autenticazione utenti.
Una caratteristica peculiare della distribuzione è quella di adottare per la generazione e la modifica dei file di configurazione un sistema interno di template.
Le versioni 7.x sono basate su CentOS 4, quelle 8.x sono basate su CentOS 5 e la serie 9.x su Centos 6.
Il 26 maggio 2010 è stata pubblicata la versione stabile 7.5.
Il 25 maggio 2012 è stata pubblicata la versione 8.0. Il 30 giugno 2014 è stata pubblicata SME Server 9.0 basata su CentOS 6.5.

## Caratteristiche principali
- Condivisione File: Ogni utente del sistema ha a disposizione una propria area personale di lavoro riservata, inoltre può condividere aree comuni con altri utenti.
- Condivisione Stampanti
- Condivisione collegamento Internet: Il server opera come gateway tra la rete Internet e la rete locale, fornendo un punto di accesso centralizzato verso il web.
- Firewall: SME Server protegge la rete interna aziendale dagli accessi provenienti da Internet operando da primo livello di difesa.
- Server di posta: È disponibile un vero e proprio server di posta in grado di gestire un numero illimitato  di caselle e-mail e di domini secondari. Il server è anche in grado di prelevare le e-mail da caselle di posta di altri provider e di smistarle verso gli account locali. Supporta i protocolli: IMAP, POP3 e SMTP. Nel servizio è integrato ClamAV come Antivirus e SpamAssassin per la riduzione delle e-mail Spam.
- Webmail: L'accesso alla casella di posta elettronica può essere effettuato attraverso un qualunque web-browser e da una qualsiasi postazione Internet attraverso un canale cifrato.
- Accesso Remoto: Le aziende che operano con sedi distaccate o telelavoratori possono scegliere tra diverse modalità di connessione remota cifrata: PPTP, VPN o SSH (Secure Shell).
- Web Server: Integra Apache, PHP e MySQL
- Raid: SME Server è in grado di gestire, in base ai dischi fissi disponibili, diverse modalità RAID software; è comunque consigliato il livello minimo Raid 1
- Backup: È possibile schedulare il backup su unità nastro, hard disk USB, NAS o su pc della rete; è inoltre possibile integrare software di backup di terze parti.
- Updates: Tramite l'interfaccia web è possibile controllare la disponibilità di aggiornamenti e deciderne l'installazione.
- Espandibilità: L'architettura del sistema è studiata per rendere facile la manutenzione e la configurazione dei pacchetti software che lo compongono.

Esistono un gran numero di pacchetti che sono stati integrati nell'ambiente SME server tra questi: Asterisk VoIP e PBX, HylaFax server fax, DansGuardian web filtering, Joomla CMS, Jinzorra jukebox, Mediawiki, Thin client, OsCommerce per il commercio elettronico.
Curiosità: la distro italiana NethServer è un fork dello SME Server.

## Principali pacchetti software inclusi
- Apache
- Qmail
- Djbdns e dnscach
- Proftpd
- Samba
- SSH, PPTP, HTTP over SSL
- Flexbackup
- Horde